# Mechanisches Filter
Ein mechanisches Filter ist im Rahmen der Signalverarbeitung ein analoges Filter, welches ähnlich wie elektrische Filter zur Auswahl und Unterdrückung bestimmter Frequenzanteile aus dem Spektrum eines Signals verwendet wird. Im Gegensatz zu elektrischen Filtern wird die Filterwirkung durch mechanische Vibrationen entsprechend gestalteter Massen erzielt. Mechanische Filter fallen in den Bereich der Akustik, auch wenn die mit ihnen verarbeiteten Frequenzen nicht hörbar sein müssen. Die Schnittstelle zwischen elektrischem und mechanischem System stellen Wandler dar, die am Eingang die zugeführten elektrische Schwingungen in mechanische Vibrationen, und am Ausgang die mechanischen Schwingungen zurück in elektrische Schwingungen umwandeln.

## Allgemeines

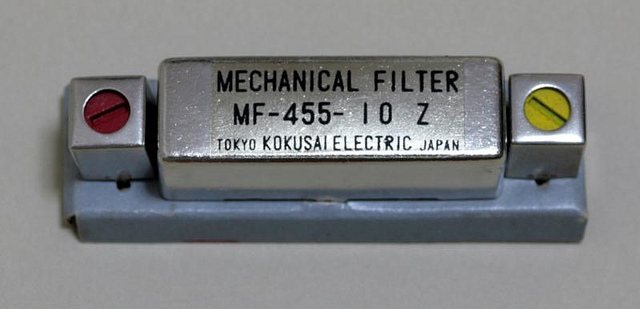
Mechanisches Zwischenfrequenzfilter für 455 kHz aus einem Radioempfänger

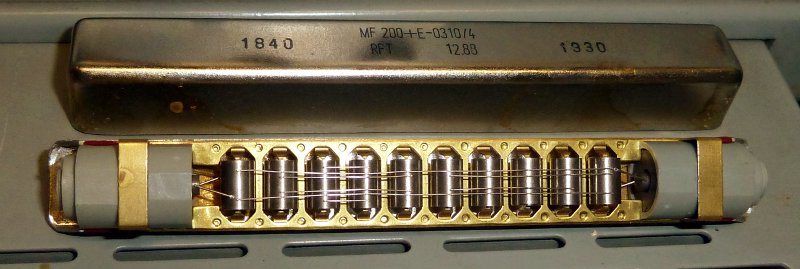
Filterbaustein MF200 mit Torsions-Resonatoren aus einer Trägerfrequenzanlage

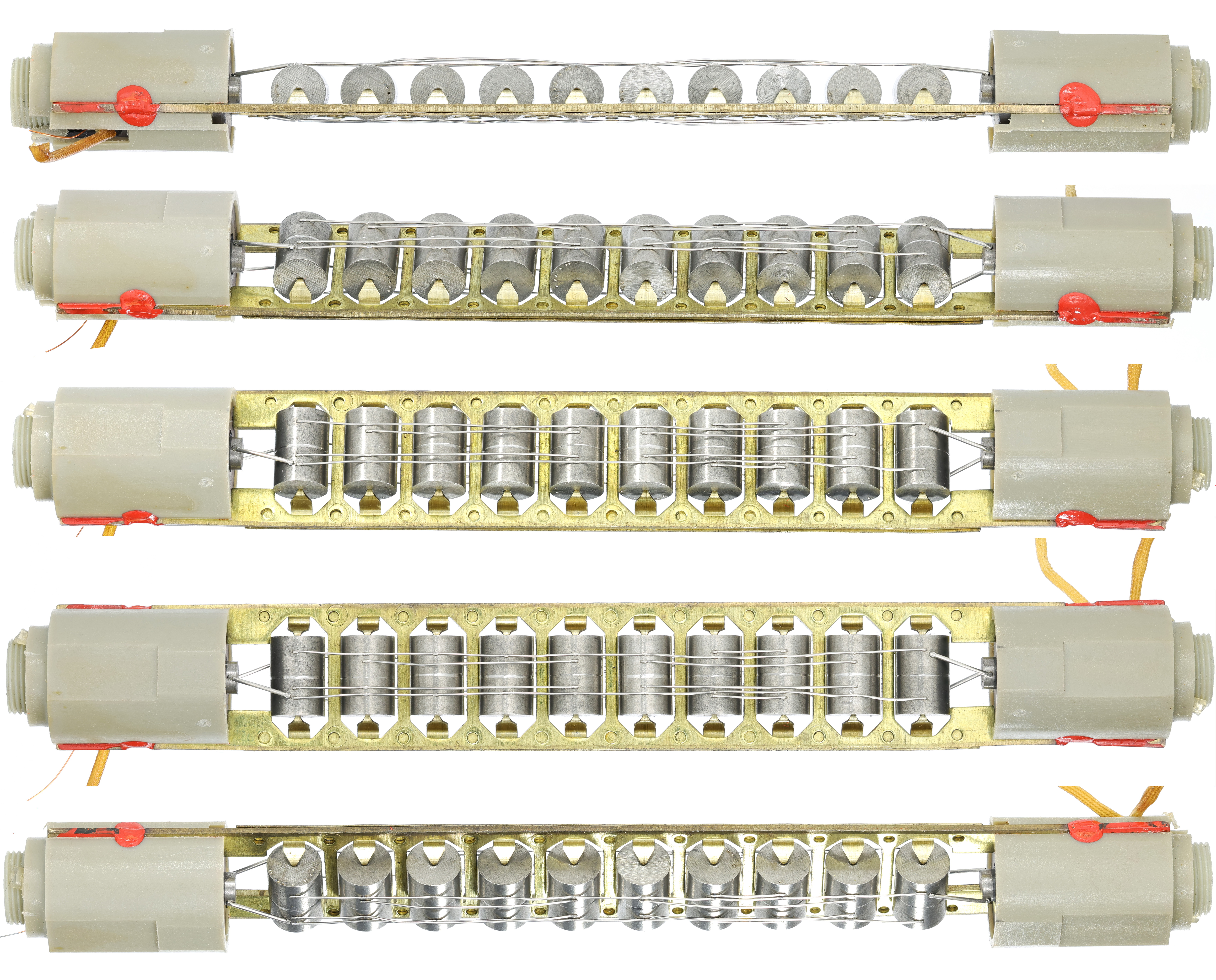
Detailbilder des Filtermoduls Typ MF 200 mit Torsions-Resonatoren

Zur Berechnung mechanischer Filter können direkt die Methoden und mathematischen Verfahren aus der elektrischen Schaltungstechnik herangezogen werden. Insbesondere können damit die aus der elektrischen Netzwerkanalyse bekannten und etablierten Filterentwurfsmethoden, wie auch die Methoden mit Zweitoren, direkt in entsprechende mechanische Systeme übertragen werden.
Als Material finden neben Stahl und verschiedenen Metalllegierungen, wie Eisen-Nickel-Legierungen, auch keramische Werkstoffe oder Quarz Anwendung. Mechanische Filter werden weiters nach Aufbau und Anwendung unterteilt, wie beispielsweise Akustische-Oberflächenwellen-Filter (SAW-Filter), in der Mikrosystemtechnik (MEMS) miniaturisierte Filter und die im Rückkoppelkreis in Resonanzkreisen eingesetzten Schwingquarze und Keramikresonatoren.
Mit mechanischen Filtern lassen sich im Vergleich zu passiven analogen Filtern sehr hohe Filtergüten realisieren. Das folgt aus dem Umstand, dass sich in elektrischen Systemen Spulen mit hoher Induktivität und gleichzeitig sehr geringen ohmschen Widerständen, welche Verluste darstellen, nur mit hohem Aufwand oder gar nicht herstellen lassen. Mit mechanischen Filtern und ihrem vergleichsweise hohen Gütefaktor Q – Werte über 10.000 sind üblich – sind Resonanzkreise mit hoher Frequenzselektivität realisierbar. Diesem Umstand verdankt auch der Schwingquarz in elektrischen Schwingkreisen zur Frequenzerzeugung, beispielsweise in Quarzuhren, seine gegenüber LC-Schwingkreisen hohe Frequenzstabilität und Ganggenauigkeit.

## Geschichtliche Entwicklung

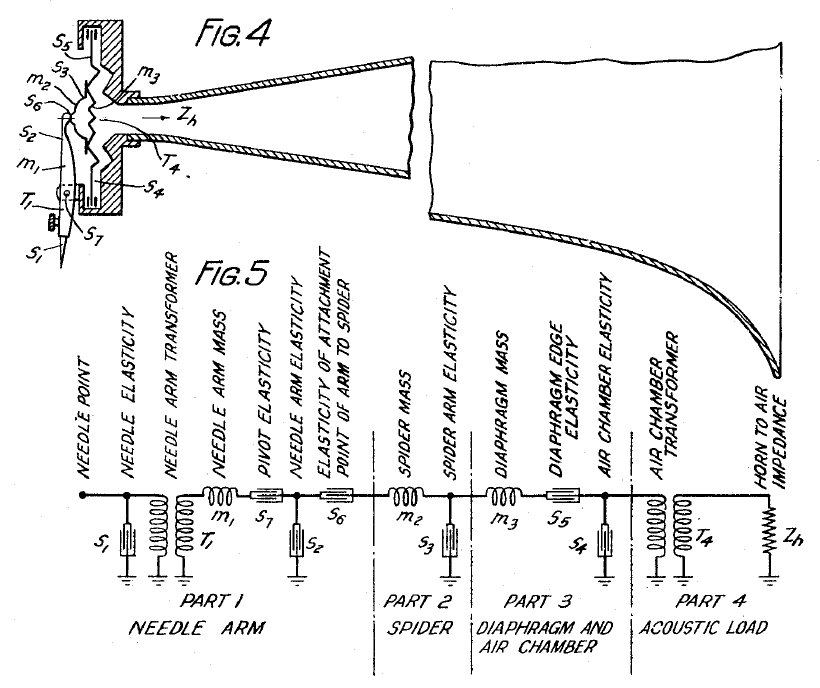
Mechanisches Filter und dessen elektrische „Ersatzschaltung“ aus einem Grammophon

Mechanische Filter sind nicht zwangsläufig auf eine elektrische Schnittstelle und die dafür nötigen Wandler angewiesen. So kann beispielsweise die Berechnung von Lautsprecherboxen ohne das elektrische System erfolgen. Die ersten mechanischen Filter wurden in den 1920er Jahren bei dem damals aufkommenden Grammophon auch als rein mechanische Systeme, ohne elektrische Schnittstelle, entwickelt.
In den 1950er Jahren wurde begonnen, mechanische Filter wegen der gegenüber LC-Filtern hohen Gütefaktoren als eigenständiges Filtermodul zu realisieren, wie in obiger Abbildung als Zwischenfrequenzfilter für 455 kHz in damaligen Radiogeräten.

## Elektrische Wandler

Typen von Wandlern: (a) Ein Metallstab aus magnetoresistivem Material. (b) und (c) Zylindrischer Resonanzwandler aus grün dargestelltem Piezometerial, das zwischen den Elektroden eingebettet ist für longitudinale und transversale Wellen.

Die elektrischen Wandler in mechanischen Filtern basieren üblicherweise auf zwei Effekten, wenngleich Wandler nicht darauf limitiert sind: Magnetostriktion und Piezoelektrizität. Bei dem quantenmechanischen Effekt der Magnetostriktion nutzt man den Umstand, dass ein Magnetischer Fluss durch ein geeignetes Material zu einer Längenänderung führt. Meist ist dafür zusätzlich noch eine „magnetische Vorspannung“ in Form eines Dauermagneten notwendig, weshalb in neueren und kleineren Wandlern fast ausschließlich piezoelektrische Wandler aus dem Material Blei-Zirkonat-Titanat (PZT) oder Quarz zur Anwendung kommen. Außerdem kann bei diesen Wandlertypen das piezoelektrische Material als wesentlicher Teil des mechanischen Filtersystems integriert werden, wie das beispielsweise bei SAW-Filtern oder bei Resonatoren, wie den Schwingquarzen, der Fall ist.

## Aufbau
Mechanische Filter zählen zu den passiven Filtern. Elektrische passive Filter werden aus ohmschen Widerständen mit einem elektrischen Widerstand, Kondensatoren mit einer elektrischen Kapazität und Spulen mit einer Induktivität gebildet. Im mechanischen System entspricht dem elektrischen Widerstand R die Dämpfung (D), der Kapazität C die mechanische Nachgiebigkeit (δ), diese Größe ist der Kehrwert der mechanischen Steifigkeit S, und die Induktivität wird durch die Masse M ausgedrückt. Das mechanische Gegenstück zur elektrischen Spannung (U) stellt die mechanische Kraft (F) dar, der elektrische Strom (I) wird durch die Geschwindigkeit (v) repräsentiert.
Aus dieser Analogiebeziehungen lässt sich wie in elektrischen System eine mechanische Impedanz (Z) als Funktion der Kreisfrequenz ω bestimmen, wobei die Kreisfrequenz mit der imaginären Einheit j multipliziert wird. Die Bezeichner x, v, und a stehen für den Abstand x, Geschwindigkeit v und Beschleunigung a. In Summe ergeben sich damit folgende Beziehungen:
| Mechanische Größe | Beziehung                                           | Mechanische Impedanz                                      | Elektrische Analoggröße | Elektrische Impedanz                         |
| ----------------- | --------------------------------------------------- | --------------------------------------------------------- | ----------------------- | -------------------------------------------- |
| Nachgiebigkeit δ  | {\displaystyle \delta ={\frac {x}{F}}}              | {\displaystyle Z={\frac {1}{\mathrm {j} \omega \delta }}} | Kapazität C             | {\displaystyle Z_{e}={\frac {1}{j\omega C}}} |
| Masse M           | {\displaystyle M={\frac {F}{dv/dt}}={\frac {F}{a}}} | {\displaystyle Z=\mathrm {j} \omega M\,}                  | Induktivität L          | {\displaystyle Z_{e}=\mathrm {j} \omega L}   |
| Dämpfung D        | {\displaystyle D={\frac {F}{v}}}                    | {\displaystyle Z=D\,}                                     | Widerstand R            | {\displaystyle Z_{e}=R\,}                    |

Die obige Tabelle stellt die so genannte Impedanzanalogie dar, mit deren Hilfe das mechanische System wie eine elektrische Schaltung beschrieben und berechnet werden kann. Damit lassen sich auch unmittelbar die Methoden der komplexen Wechselstromrechnung auf das mechanische System anwenden. Jedes mechanisches Element besteht neben einem dämpfenden Anteil infolge Reibung aus einer Masse und einer bestimmten Steifigkeit, womit sich wie bei den elektrischen Schaltungen konzentrierte Bauelemente mit einer der gewünschten Eigenschaften nur in Näherung bilden lassen. Überwiegt bei kleiner Dämpfung der Einfluss der Nachgiebigkeit gegenüber der Masse, werden „mechanische Kondensatoren“ gebildet. Typischerweise bestehen diese aus dünnen, möglichst langen Stäben. „Mechanische Spulen“, als Gegenstück, bestehen aus kurzen, flachen Scheiben aus massivem Material, welche so ihre Masse maximieren und die Nachgiebigkeit minimieren.

Prinzipdarstellungen von mechanischen Filtern
Scheibenförmige Resonatoren und am Rand angebrachte Verbindungselemente mit halber Wellenlänge
Mechanisches Filter mit Torsions-Resonatoren
Mechanisches Filter mit Drumhead-Resonatoren
Mechanisches Filter mit Flexual-Resonatoren